# Nombre de transport ionique
Le nombre de transport d'un ion {\displaystyle i} dans un electrolyte est la fraction du courant électrique total qui est portée par l'espèce ionique {\displaystyle i},
{\displaystyle t_{i}={\frac {I_{i}}{I_{tot}}}}
Les différences entre les nombres de transport des divers ions proviennent des différences entre leurs mobilités électriques. Dans une solution de chlorure de sodium (NaCl), par exemple, les ions positifs (cations) de sodium portent moins que la moitié du courant et les ions négatifs (anions) chlorure portent plus que la moitié, parce que les ions chlorure sont plus mobiles et se déplacent plus vite sous un champ électrique égal. La somme des nombres de transport de tous les ions dans une solution est toujours égale à 1.
Le physicien et chimiste allemand Johann Wilhelm Hittorf a proposé en 1853 la notion du nombre de transport ainsi qu'une méthode de mesure
À concentration zéro, les nombres de transport ioniques limites peuvent être exprimés en fonction des conductivités molaires du cation ({\displaystyle \lambda _{0}^{+}}), de l'anion ({\displaystyle \lambda _{0}^{-}}), et de l'électrolyte ({\displaystyle \Lambda _{0}}):
{\displaystyle t_{+}=\nu ^{+}\cdot {\frac {\lambda _{0}^{+}}{\Lambda _{0}}}} et {\displaystyle t_{-}=\nu ^{-}\cdot {\frac {\lambda _{0}^{-}}{\Lambda _{0}}}},
où {\displaystyle \nu ^{+}} et {\displaystyle \nu ^{-}} sont les nombres de cations et d'anions respectivement par unité formulaire de l'électrolyte. En pratique les conductivités molaires ioniques sont évaluées à partir des nombres de transport ioniques mesurés ainsi que la conductivité molaire totale. Pour le cation {\displaystyle \lambda _{0}^{+}=t_{+}\cdot {\frac {\Lambda _{0}}{\nu ^{+}}}}, et de même pour l'anion.

## Mesure expérimentale
Il existe deux techniques expérimentales pour évaluer les nombres de transport. La méthode de Hittorf emploie les mesures des changements de concentration des ions auprès des électrodes. La méthode de la frontière mobile évalue la vitesse de déplacement sous courant électrique de la limite entre deux solutions.

### Méthode de Hittorf
À la méthode de Hittorf, l'électrolyse est effectuée dans une cellule à trois compartimentsː anodique, central, et cathodique. La mesure des changements de concentration aux compartiments anodique et cathodique permet d'évaluer les nombres de transport. La relation exacte dépend de la nature des réactions aux deux électrodes.
Dans l'électrolyse du sulfate de cuivre (CuSO4) à titre d'exemple, les ions sont Cu2+(aq) et SO42−(aq). La réaction cathodique est la réduction Cu2+(aq) + 2 e− → Cu(s) tandis que la réaction anodique est la même réaction en sens inverse, c'est-à-dire l'oxydation de Cu en Cu2+. À la cathode, le passage de {\displaystyle Q} coulombs d'électricité provoque la réduction de {\displaystyle (Q/2F)} moles de Cu2+, où {\displaystyle F} est la constante de Faraday. Les ions Cu2+ portent la fraction t+ du courant, ce qui correspond à une entrée de t+{\displaystyle (Q/2F)} moles de Cu2+ au compartiment cathodique. Il y alors une diminution nette de Cu2+ au compartiment cathodique égale à (1 – t+){\displaystyle (Q/2F)} = t–{\displaystyle (Q/2F)}. Cette diminution peut être mesurée par l'analyse chimique afin d'évaluer les nombres de transport. L'analyse du compartiment anodique fournit une deuxième paire de valeurs qui sert pour vérifier, tandis qu'il devrait y avoir aucun changement des concentrations au compartiment central à moins que la diffusion des solutés ait entrainé un mélange significatif durant l'expérience et invalidé les résultats.

### Méthode de la frontière mobile
Cette méthode est développée par les physiciens britanniques Oliver Lodge en 1886 et William Cecil Dampier en 1893. Elle dépend du mouvement de la limite entre deux électrolytes voisins sous l'influence d'un champ électrique. Si l'une des solutions est colorée et la limite entre les deux solutions demeure assez distincte, la vitesse de son mouvement peut être mesurée et sert à déterminer les nombres de transport des ions.
Par exemple, les nombres de transport de l'acide chlorhydrique (HCl(aq)) peuvent être évalués par l'électrolyse entre une anode de cadmium et une cathode Ag-AgCl. La réaction anodique est Cd → Cd2+ + 2 e−, de sorte qu'une solution de chlorure de cadmium (CdCl2) est formée près de l'anode et se déplace vers la cathode pendant l'expérience. Un indicateur de pH tel que le bleu de bromophénol est ajouté pour rendre visible la limite entre la solution acide de HCl et la solution presque neutre de CdCl2. La limite entre les deux solutions tend à demeurer distincte parce que la solution en avance (HCl) possède une conductivité supérieure à celle de la solution indicatrice (CdCl2), de sorte qu'il faut un champ électrique inférieur pour porter le même courant. Si un ion H+ plus mobile diffuse dans la solution de CdCl2, il sera vite accéléré par le champ électrique supérieur et retournera à la limite entre les deux solutions; si un ion Cd2+ diffuse dans la solution de HCl, il sera ralenti dans le champ électrique inférieur et retournera dans la solution CdCl2. En plus l'appareil est construit avec l'anode au-dessous du cathode, pour que la solution de CdCl2 qui est plus dense soit générée au fond.